# Olaria (Rio de Janeiro)
Olaria è un quartiere (bairro) della Zona Nord della città di Rio de Janeiro in Brasile.

## Amministrazione
Olaria fu istituito come bairro a sé stante il 23 luglio 1981 come parte della Regione Amministrativa X - Ramos del municipio di Rio de Janeiro.